# Астрономія в Словенії
Астрономія в Словенії викладається в одному університеті, досліджується в одній обсерваторії і популяризується багатьма аматорськими астрономічними товариствами. 

## Професійна астрономія

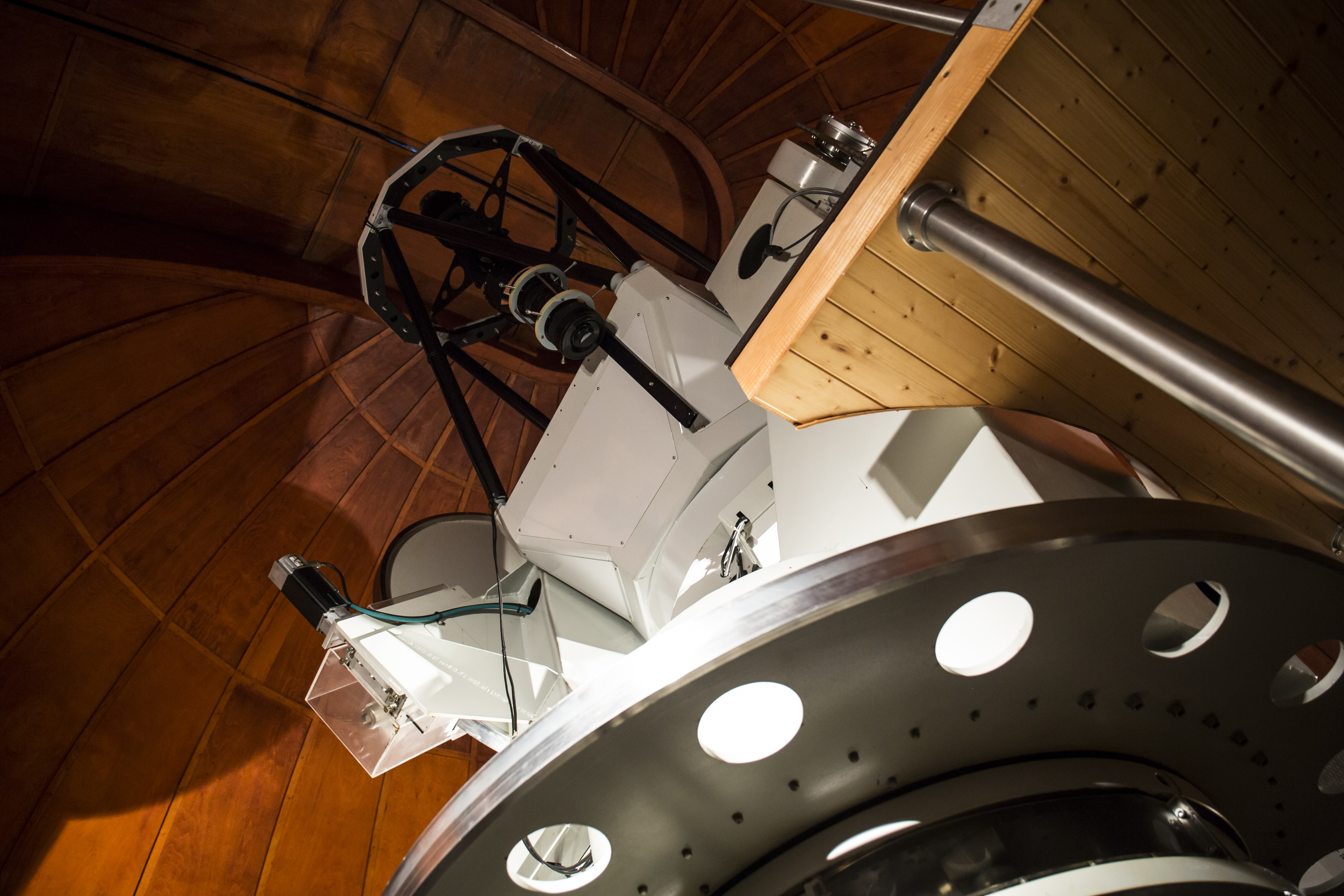
70-сантиметровий телескоп Вега в Обсерваторії Головець

Єдиним університетом в Словенії, який викладає астрономію, є Люблянський університет. Кількість професійних астрономів невелика, і жоден із них не має обіймає суто дослідницьких посад – усі посади є викладацькими.
Єдиною астрономічною обсерваторією в країні є Обсерваторія Головець, якою керує факультет математики та фізики Люблянського університету і яка здебільшого використовується для навчання студентів. Обсерваторія обладнана 70-сантиметровим телескопом Вега.

## Любительська астрономія
В Словенії працюють порядку 100 астрономів-аматорів, обʼєднаних у близько 15 аматорських астрономічних товариств. Деякі з них мають обсерваторії, які повністю фінансуються їхніми членами.
Видається щомісячний астрономічний журнал "Спіка", статті в який часто пишуть викладачі і студенти Люблянського університету.

## Астрономія в школі
В школах астрономія є курсом за вибором. Основи астрономії також вивчаються в курсах географії та фізики. Істотною проблемою є недостатня астрономічна освіта шкільних вчителів.